# Tibetaans klooster
Een Tibetaans klooster is een klooster, kloosteruniversiteit of monnikengemeenschap in historisch Tibet en omringende Tibetaans-boeddhistische gebieden. Na 1950, toen de Chinese volksrepubliek Tibet binnenviel en annexeerde, ontstonden ook Tibetaanse kloosters in Tibetaanse ballingschapsoorden. In Tibet zelf maakten deze kloosters tot de jaren 50 onderdeel uit van het politieke proces en hadden ze grote invloed op de regering van historisch Tibet.
Ook in de huidige ballingschap bestaat nog een aanzienlijke invloed van de geestelijkheid op de Tibetaanse regering in ballingschap, maar deze invloed kent een minder monastieke en minder expliciete organisatie.

## Achtergrond

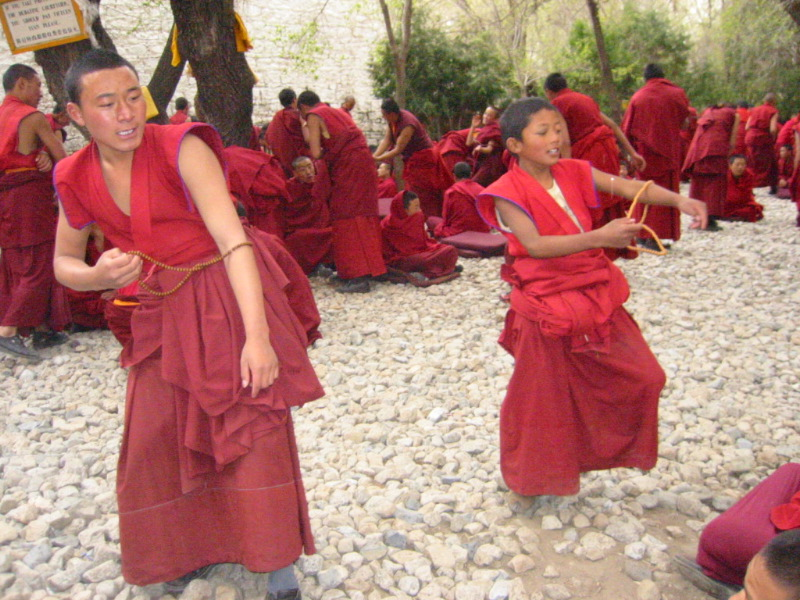
Monniken in monastiek debat in Drepung

Het kloosterwezen is essentieel in zowel het mahayana- als het theravada-boeddhisme. Het Tibetaanse kloosterleven verschilt echter in een aantal opzichten van het kloosterleven in andere boeddhistische landen. Het Tibetaanse monastieke systeem ging uit van een ideologie die gericht was op het creëren van een zo groot mogelijk aantal monniken.
Aan het eind van de 17e eeuw waren er circa 100.000 monniken in Centraal-Tibet en Kham. Dit aantal was rond 1730 opgelopen tot 320.000. Het totale bevolkingsaantal van Centraal Tibet en Kham gezamenlijk bedroeg omstreeks 1730 2,5 miljoen. Dit was overigens een hoger aantal dan rond 1950, omdat de bevolkingsgroei vanaf de 19e eeuw stagneerde en zelfs terugliep. Dit betekende, dat circa dertien procent van de totale bevolking en iets minder dan een kwart van de totale mannelijke bevolking monnik was. Globaal zijn die percentages tot aan 1959 gelijk gebleven. Het aantal nonnen in Tibet in de eerste helft van de 20e eeuw bedroeg circa drie procent van de totale vrouwelijke bevolking.
In bijvoorbeeld Thailand, een ander prominent boeddhistisch land, lag het aantal monniken als deel van de mannelijke bevolking nooit hoger dan twee procent.
De Tibetanen geloofden dat monniken superieur waren aan leken en dat de Tibetaanse staat de geestelijke ontwikkeling van het land moest bevorderen door voor zo veel mogelijk mensen de mogelijkheid te scheppen om monnik te worden. Kloosterleven in historisch Tibet was een massabeweging.

## Intrede in klooster
De meeste monniken werden op de leeftijd van tussen 6 en 9 jaar door hun ouders in een klooster geplaatst. Sommige ouders deden dit uit religieuze overwegingen en vanuit de overtuiging dat het zijn van monnik een groot privilege was. Voor andere ouders was het een middel om het aantal te voeden kinderen te verminderen. In een aantal gevallen kon een zoon die monnik geworden was, dan zijn familie ondersteunen met een deel van de bijdrage die hij als monnik van het klooster ontving. Deze monniken leefden thuis bij hun familie en gingen alleen naar het klooster op de momenten dat er geld of producten in natura verdeeld werden. Soms zonden families een zoon naar een klooster om een belofte aan een godheid/geest uit het Tibetaanse pantheon in te lossen, wanneer de zoon tijdens zijn vroegste jeugd erg ziek was geweest maar toch genezen. In veel gevallen was het zenden van een zoon naar een klooster een taak van een gezin die tot de horigheid in Tibet behoorde.
Het monnik worden was in principe een keus voor het leven, hoewel een monnik wel het recht had erna een andere beslissing te nemen. Niettemin waren er krachtige culturele mechanismen in de samenleving om die keus te verhinderen. Het monastieke systeem was daarop ook ingericht. Een monnik -hoe eenvoudig en ongeletterd ook- was iemand die prestige genoot; op een ex-monnik werd neergekeken.
Het klooster had geen beperkingen ten aanzien van opleiding of ambities en analfabete monniken, die ook analfabeet wilden blijven waren welkom. Het monastieke systeem stootte alleen monniken uit die een moord hadden begaan of zich schuldig hadden gemaakt aan heteroseksueel geslachtsverkeer. Er waren geen opleidingseisen, examens, proeven of dergelijke die monniken moesten afleggen om in het klooster te blijven. Monniken die geen interesse of ambitie hadden in studie en/of meditatie waren even welkom als de geleerde monnik.
Het verlaten van het klooster had ernstige economische consequenties. Allereerst hadden ze hun deel van de nalatenschap van de familie verloren als ze het klooster ingingen. Verlieten ze het klooster daarna weer, dan betekende dat voor horigen dat ze terugkeerden naar hun oorspronkelijke status van horige, waardoor ze moesten voldoen aan talloze verplichtingen voor de landheer. Als ze in het klooster bleven werd in ieder geval aan hun basis economische behoeften voldaan, zonder dat ze daar al te hard voor hoefden te werken. Al deze factoren vereenvoudigden de keus voor de meeste monniken om tot het klooster te blijven behoren.
De speciale status van monniken uitte zich ook in het feit, dat de kloosters binnen de Tibetaanse staat gezien werden als semi-autonome eenheden met het exclusieve recht om monniken voor alle misdrijven zelf te straffen, buiten moord, hoogverraad en valsmunterij.

## Monastiek systeem van de gelug

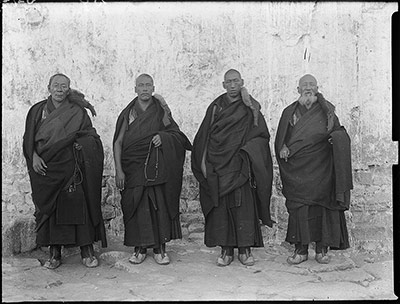
Vier abten van Sera

Het monastieke systeem van de gelugpa ging uit van de overtuiging dat de Tibetaanse staat er in de eerste plaats en vooral was om de religie naar gelugovertuiging te ondersteunen en dat binnen de overwegingen van de Staat de behoeften en belangen van de door de gelug georganiseerde religie absolute prioriteit dienden te hebben. De monniken gingen ervan uit dat het hele politieke en economische systeem in Tibet vooral bestond om hun doeleinden te bevorderen en dat zij en niet de regering konden beoordelen wat op de korte en midden lange termijn het belang van de religie was. Zij achtten het hun plicht om te interveniëren op ieder moment als de overheid naar hun opvatting niet handelde overeenkomstig het belang van de religie.
Het grootste deel van de aanzienlijke politieke invloed van de kloosters werd uitgeoefend door de kloosters van Sera, Drepung en Ganden, die in de onmiddellijke omgeving van Lhasa liggen. Die werden vaak de Drie Zetels van de gelug genoemd, omdat ze optraden als opdrachtgever voor honderden kleinere kloosters in het land. Ze werden gezamenlijk ook wel sendragasum genoemd; een samenvoeging van hun eerste lettergrepen. Het waren alle drie enorme kloosters. De monniken waren globaal verdeeld in twee groepen.
De lezers. De eerste groep, de lezers volgde in ieder geval enige studie of had die gevolgd.
De niet-lezers. De tweede groep, de niet-lezers was grotendeels analfabeet en kon alleen teksten reciteren die uit het hoofd geleerd waren.
In het Mey-College of Mey Tratsang van Sera was in 1951 circa 800 van de 2800 monniken ofwel 29%, lezers. Van die 800 had de grote meerderheid slechts een elementaire geletterdheid, die niet verder ging dan het lezen van enige religieuze teksten. De overige 79% was geheel analfabeet. De niet-lezers werkten voor het klooster of leefden van de dagelijkse distributie van voedsel door het klooster tijdens gebedsdiensten. In principe dienden alle monniken in het celibaat te leven.

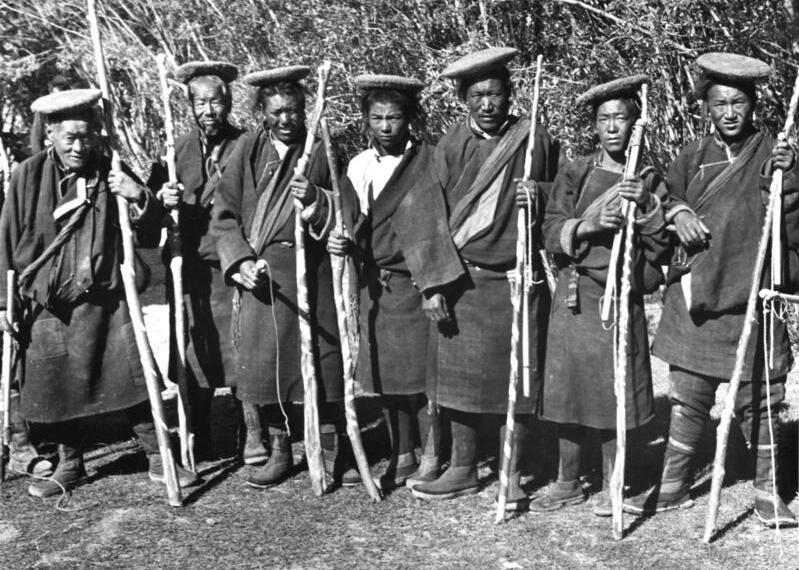
Knuppelgarde, Gyantse, 1938

Drepung had in 1951 rond 10.000 monniken, Sera 7000 en Ganden 5000. Ter vergelijking: het belangrijkste klooster in Europa tijdens de Middeleeuwen - de abdij van Cluny - had op het hoogtepunt van zijn invloed rond 1200 een maximum van ca. 300 monniken).
In de periode 1913-1951 was het maximumaantal van het Tibetaans leger in de omgeving Lhasa ongeveer 1500 militairen. Ongeveer 15% van de monniken van de drie kloosters waren dobdos, zeer strijdbare monniken, die zich dagelijks oefenden in rituele Tibetaanse krijgskunst. Ze traden binnen en buiten de kloosters op als bodyguards met wapens. De aanwezigheid van ca. 20.000 monniken in de directe omgeving van Lhasa, waaronder duizenden strijdbare monniken gaven de kloosters de mogelijkheid enorme druk op de regering uit te oefenen.
De drie kloosters hadden een zeer uitgebreid netwerk van geaffilieerde kloosters in andere delen van het land. De strategische bedoeling hiervan werd door Sanggye Gyatso, de tweede regent in Tibet beschreven in zijn werk de Gele beril. Er was een constante stroom van monniken tussen de kleinere, provinciale kloosters en de drie hoofdkloosters. Als de drie kloosters dus ten aanzien van een kwestie een bepaald standpunt innamen, konden ze met recht beweren namens de overgrote meerderheid van de gelugmonniken te spreken.

## De organisatie binnen een klooster

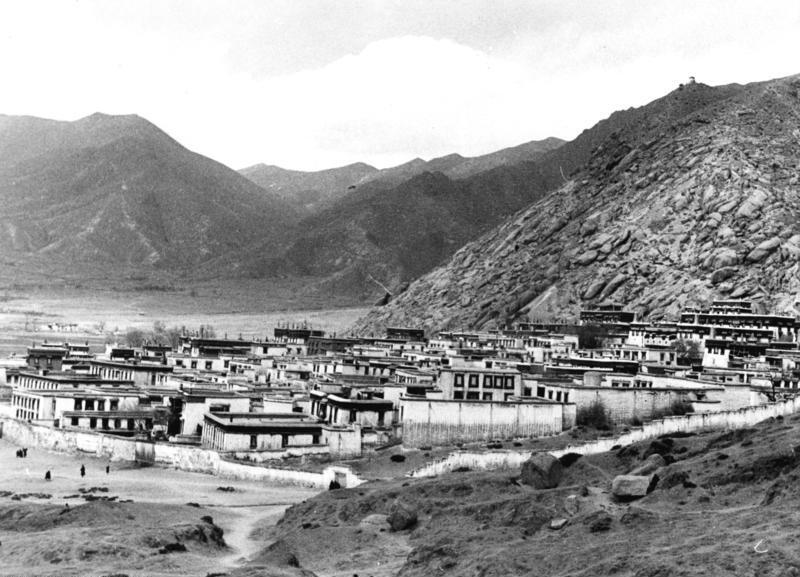
Sera, 1938

In de historische literatuur wordt de structuur van deze drie kloosters weleens vergeleken met die van klassieke Britse universiteiten. Het klooster bestond in wezen uit een aantal hoogst autonome eenheden, de tratsang, te vergelijken met de colleges van Britse universiteiten als Cambridge en Oxford.
Monniken konden alleen tot een klooster behoren als ze onderdeel uitmaakten van een dergelijke tratsang. Er was wel een zeker bestuurscomité voor zaken die het gehele klooster aangingen, maar er was bijvoorbeeld geen abt voor het klooster. Abten waren er alleen voor de afzonderlijke tratsangs. Iedere tratsang had zijn eigen bestuur, administratie en bronnen van inkomsten. Iedere tratsang was verder onderverdeeld in khamtsen, waar de in het klooster residerende monniken verbleven. Ook die hadden weer een eigen bestuur en vaak ook eigen inkomsten.
Iedere potentiële monnik kon verblijven in een van de drie kloosters, maar binnen het klooster diende hij zich in te schrijven bij een specifieke khamtsen. Die keus werd vrijwel altijd bepaald door de regio van afkomst van de monnik. Khamtsen hadden dus een overwegende taalkundige en culturele homogeniteit.
Ieder van de afzonderlijke eenheden -het klooster, de tratsangs en de khamtsen- hadden een belangrijke corporate entity. Ieder had een naam en identiteit die over de eeuwen heen werd doorgegeven; ieder bezat eigendom en ieder had zijn eigen interne organisatie. De loyaliteit van de individuele monniken wortelde vooral op het niveau van de khamtsen en tratsangs. Er was vaak nauwelijks enige verbondenheid tussen monniken van diverse tratsangs binnen hetzelfde klooster.
Toen bijvoorbeeld het Che-Tratsang van Sera in 1947 tegen de regering rebelleerde koos het andere tratsang, Mey, de kant van de regering en kwam de monniken van het Sera-Tratsang niet te hulp. De drie kloosters waren dus in wezen federatieve vormen van sterk autonome tratsangs en khamtsen, die ieder hun eigen belangen en prerogatieven nauwkeurig bewaakten.

## Drepung

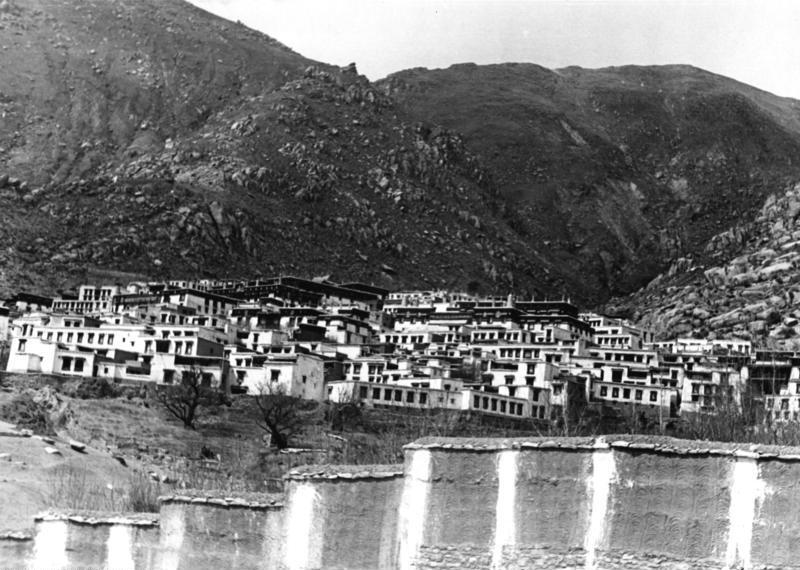
Drepung, 1938

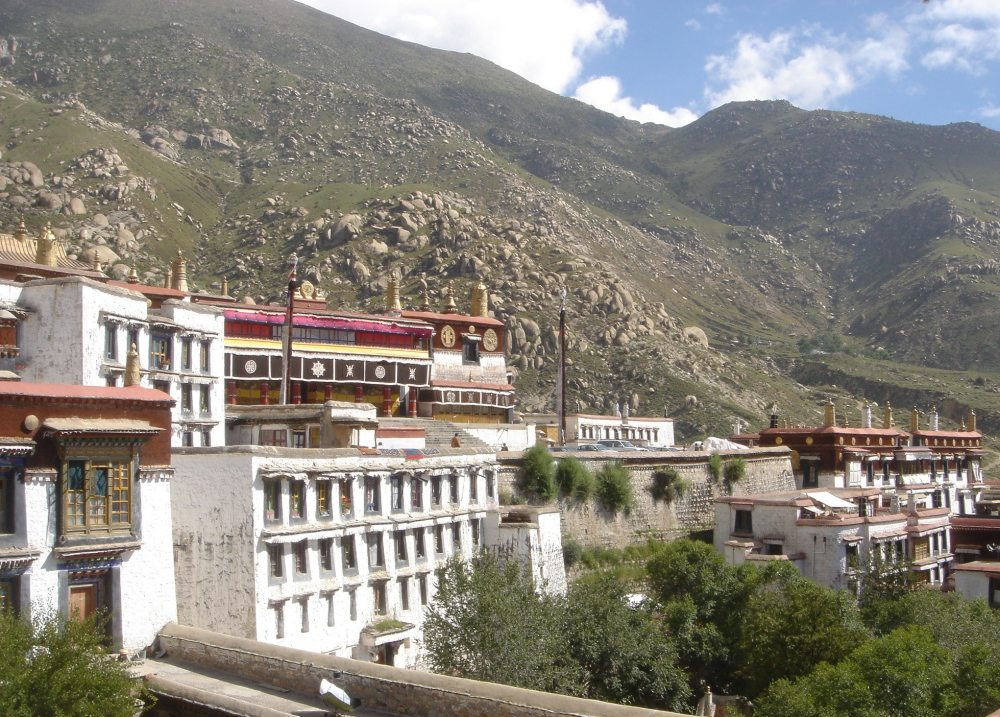
Drepung, 2005

Drepung, het grootste klooster in Tibet is een voorbeeld voor de organisatorische opbouw van een groot klooster.
Het bestond uit zeven tratsangs, hoewel er begin 20e eeuw drie daarvan geen monniken meer hadden en alleen in naam bestonden. Er werden nog wel steeds abten van deze drie tratsangs benoemd, zodat ze in politieke zin een belangrijke rol konden blijven spelen.
De vier functionerende tratsangs waren Loseling, Gomang, Deyang en Ngagpa. Loseling en Gomang waren in aantallen monniken, rijkdom en macht de belangrijkste. Loseling had ca. 4500-5000 monniken, verdeeld in 23 khamtsen, en Gomang ca. 3500-4000 monniken, verdeeld over 16 khamtsen.
In de khamtsen leefden de monniken alleen of in een vorm van huishouding met andere monniken. Een vorm daarvan was de shagtsang. Hier leefden de monniken die stamden van de adel in historisch Tibet. Deze vormden een kloosteraristocratie en hun welstand en rijkdom gaf hen macht in het klooster die niet in verhouding stond met hun aantal.
Zij hadden hun eigen huizen, rijkdom, bezittingen en hadden andere monniken in dienst als bedienden. Van de 23 khamtsen van Loseling-Tratsang bezaten er drie vrijwel alle macht: Gonggo, Tsha, en Phugang. Deze ware vooral afkomstig uit Kham. Meer in het algemeen was circa 70 % van de monniken in Loseling afkomstig uit gebieden die ook in de eerste helft van de 20e eeuw onder Chinees bestuur stonden.

## Economie van de kloosters

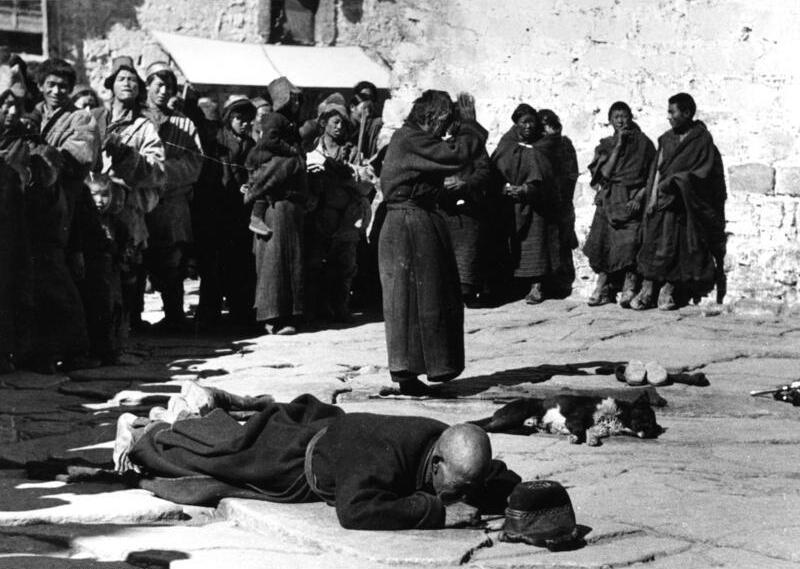
Pelgrims in Lhasa

De grote kloosters in Tibet waren in economische zin afhankelijk van opbrengsten uit hun grondbezit, fondsen en legaten, subsidies van de overheid en donaties van gelovigen en pelgrims in Tibet. Sir Charles Alfred Bell die de hoogste Britse diplomaat in Sikkim was en goede toegang had tot de dertiende dalai lama, schrijft dat in 1917 de Tibetaanse staat een inkomsten had van £ 720.000. De grote kloosters hadden in dat jaar een gezamenlijk (belastingvrij) bedrag aan inkomsten van 800.000 pond. Daarnaast gaf de staat uit haar inkomsten de kloosters nog een additioneel bedrag van 274.000 pond.
Drepung had in de eerste helft van de 20e eeuw 185 landgoederen, 20.000 horigen, 300 weidegronden waar voor het gebruik ervan 15.000 nomaden moesten betalen. De opbrengsten hiervan werden voor een deel aangewend voor het onderhoud en levenswijze van de monniken die daar verbleven.
De monniken die geen religieuze studie verrichtten - en dat was de overgrote meerderheid - verdienden slechts een klein salaris in natura, meestal gerst. Maar ook de inkomsten van de monniken die wel studies deden waren meestal onvoldoende om van te leven. Er waren op het niveau van tratsang geen gemeenschappelijke keukens om maaltijden te maken. Monniken dienden voor hun eigen maaltijden te zorgen en die te bereiden. Behalve de monniken uit de aristocratie die vaak eigen onafhankelijke inkomsten hadden, waren de meeste monniken dus gedwongen hun inkomsten aan te vullen.
Alle monniken ontvingen thee en wat voedsel als ze de verschillende gebedsdiensten van het tratsang of khamtsen bijwoonden. Deze gebedsdiensten waren er in de grote kloosters vrijwel dagelijks en werden ofwel betaald door individuele leken en het klooster ofwel uit fondsen, legaten en overheidssubsidies voor de tratsang dan wel khamtsen. Naast de uitdeling van voedsel aan monniken werd na gebedsdiensten een deel van de giften van gelovigen onder de aanwezige monniken verdeeld. Als een monnik vrijwel alle gebedsdiensten dagelijks bijwoonde, had hij voldoende om te kunnen overleven. Veel monniken werkten daarnaast als bedienden voor tulku's, gefortuneerde andere monniken, voor een shagtsang, het huishouden van de aristocratische monniken. Monniken die meer gestudeerd hadden konden wat verdienen met het uitvoeren van gebedsdiensten voor lekenfamilies.
Vanuit het gezichtspunt van de kloosters werden de opbrengsten van landgoederen, horigen en dergelijke besteed om de cyclus van gebedsdiensten mogelijk te maken, waarvoor aanwezigheid van monniken een vereiste was.
In de concurrentie tussen de verschillende kloosters en tratsangs was er de neiging om steeds meer land en inkomsten te realiseren. Daardoor kwam er ook hevig verzet tegen iedere maatregel van de staat om inkomsten anders te besteden. Het maakte hen ook overtuigd voorstander van een economisch systeem dat op arbeid van horigen was gebaseerd en daarmee ook ultra-conservatief. In de 20e eeuw zouden dan ook de kloosters het voortouw nemen bij het verzet tegen hervormingen van Tibet.